# Manuel Rivadeneyra
Manuel Rivadeneyra y Reig (Barcelona, 9 de octubre de 1805-Madrid, 1 de abril de 1872) fue un editor e impresor español.

## Biografía
Nacido el 9 de octubre de 1805 en Barcelona, hizo su aprendizaje como impresor en su ciudad natal con Antonio Bergnes de las Casas y, más tarde, en París. En la editorial Bergnes nació el periódico barcelonés El Vapor donde se publicó la Oda a la Patria, de Aribau —amigo de Bergnes—, que se considera el inicio de la Renaixença catalana. Con la idea de editar una colección de clásicos españoles (la después famosa BAE o Biblioteca de Autores Españoles) no dudó en viajar dos veces a América con la intención de hacer fortuna para financiar su empresa. Con este motivo visitó Chile, donde montó una imprenta en Valparaíso, compró el diario El Mercurio, publicó obras de su amigo Andrés Bello e introdujo las técnicas modernas de impresión de libros. En una de sus estancias en Chile, en 1841 nació su hijo Adolfo.
Rivadeneyra fue invitado por el infante Sebastián Gabriel de Borbón, prior de la orden de San Juan, para que trasladase su imprenta a la Cueva de Medrano en Argamasilla de Alba, a fin de hacer la famosa edición del Quijote de 1863, con prólogo del dramaturgo español Hartzenbusch.
Falleció en Madrid el 1 de abril de 1872, siendo enterrado en el Cementerio de San Isidro de dicha localidad. Tras su deceso, su hijo Adolfo Rivadeneyra, orientalista y cónsul de España en Chile, continuó la colección y sus nietos hasta su conclusión en 1888. El 29 de septiembre de 1977 España emitió un sello postal de siete pesetas reproduciendo un retrato de Rivadeneyra obra del pintor Federico Madrazo.

## LaBiblioteca de Autores Españoles

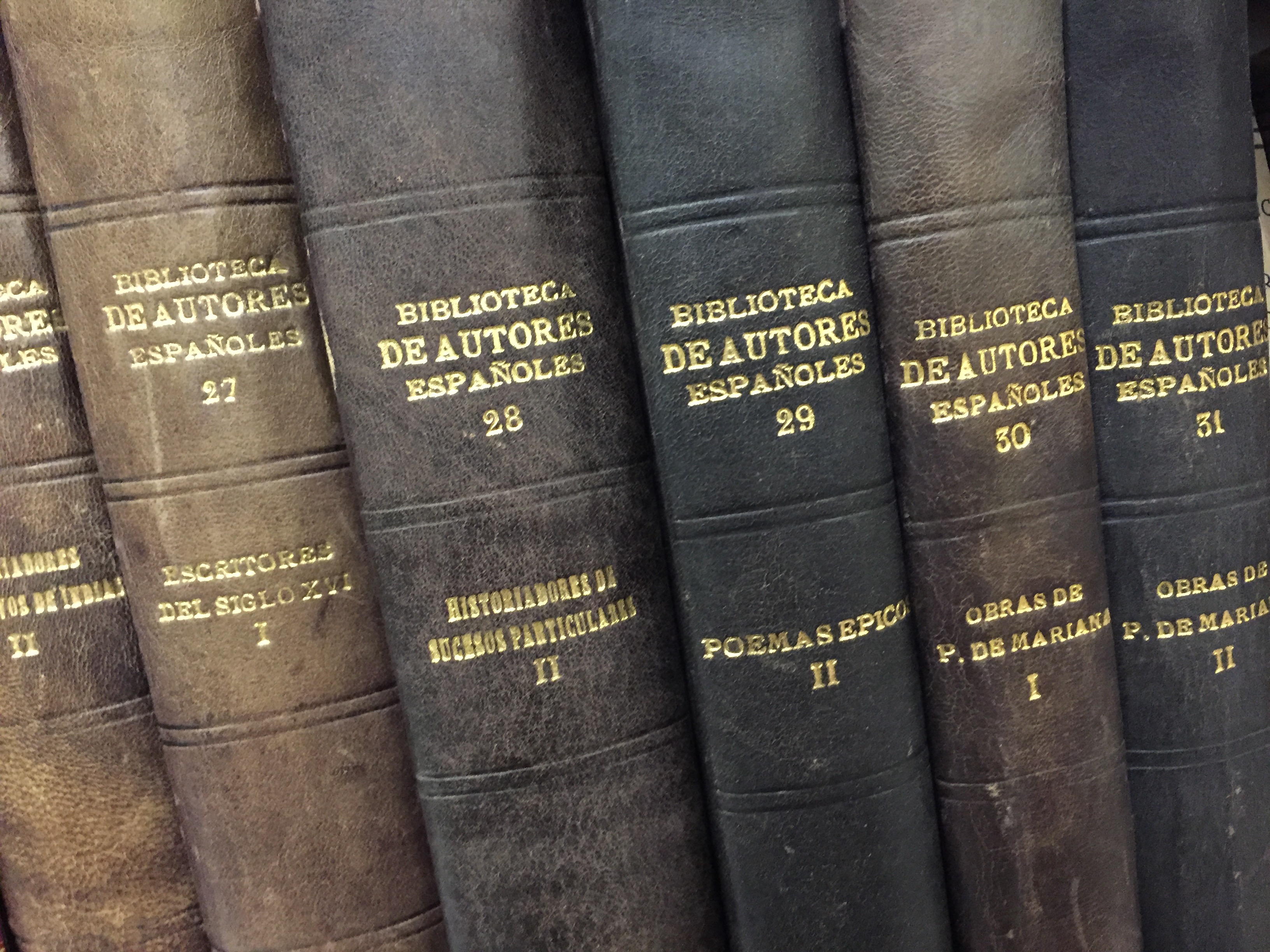
Varios volúmenes de la colección original de Biblioteca de Autores Españoles.

A su regreso a España se estableció en Madrid, desde donde impulsó, a partir de 1846, la edición de la Biblioteca de Autores Españoles, que puso bajo la dirección de Buenaventura Carlos Aribau. El objetivo de la empresa era reimprimir, en cuarto y con gran calidad tipográfica, las obras clásicas de la literatura española, añadiendo a veces obras inéditas o recuperando otras olvidadas. En esta colección se forjó toda una generación de críticos y editores de literatura clásica española (Cayetano Rosell, Juan Eugenio Hartzenbusch, Agustín Durán, Enrique de Vedia, Aureliano Fernández Guerra, Pascual de Gayangos, Adolfo de Castro, Ramón Mesonero Romanos, Leopoldo Augusto de Cueto, Justo de Sancha, Eugenio de Ochoa, Pedro Felipe Monlau, José Joaquín de Mora, Florencio Janer...) con desiguales criterios ecdóticos. El Gobierno ayudó a la publicación de esta obra adquiriendo ejemplares por un valor de 400.000 reales para las bibliotecas del Estado.

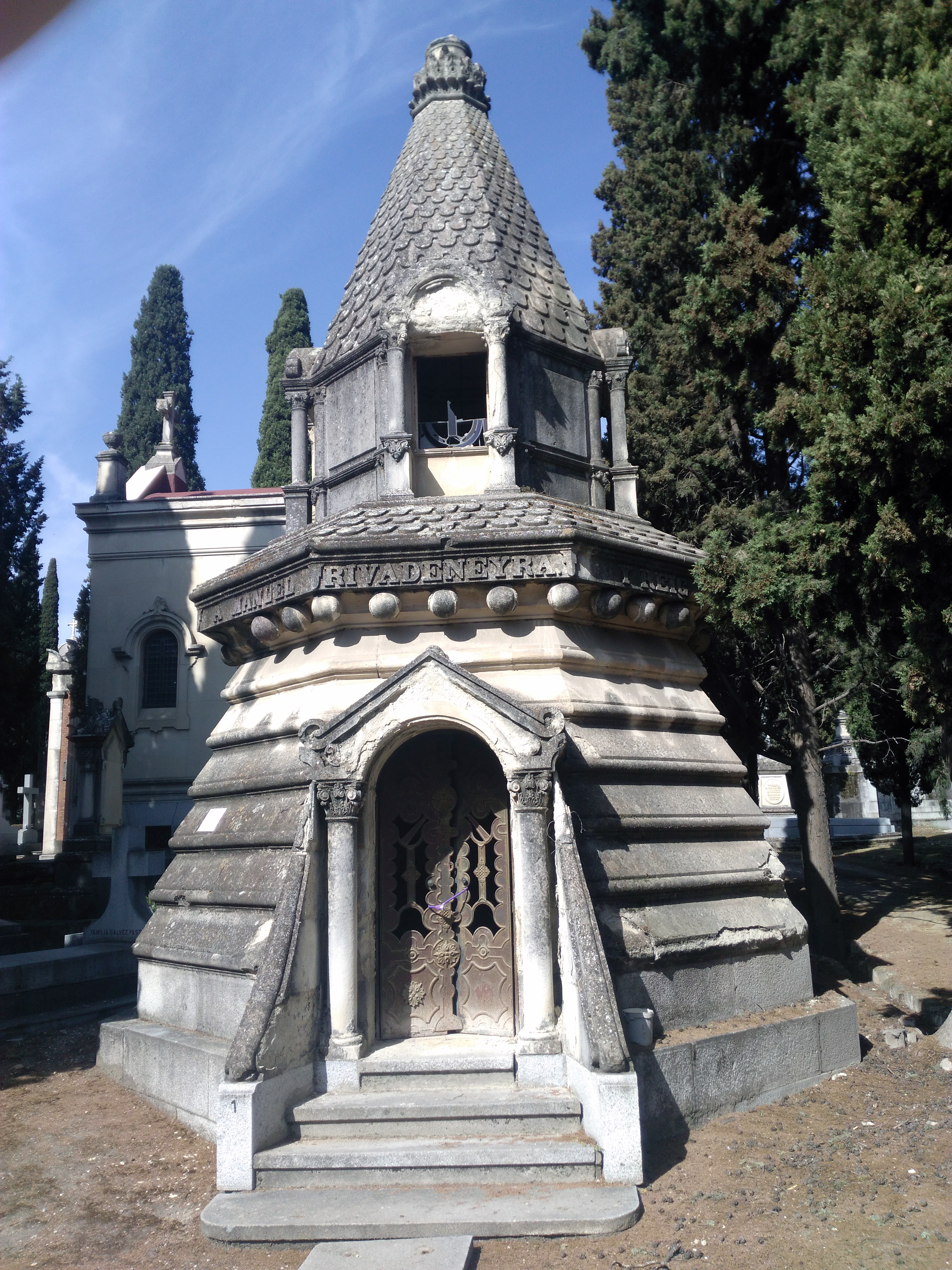
Panteón de Manuel Rivadeneyra y Reig en el Cementerio de San Isidro de Madrid.

El título completo es Biblioteca de Autores Españoles desde la formación del lenguaje hasta nuestros días, Madrid: Rivadeneyra, 1846-1888. 
Rivadeneyra abordó la publicación de las obras completas de los autores, si bien este empeño resulta frustrado en muchas ocasiones; además los textos no siempre están editados con el rigor debido. Los estudios preliminares son útiles, pero, en ocasiones han quedado anticuados, como por otra parte resulta comprensible. En algunos casos, y hasta fechas muy recientes, constituía una referencia inexcusable para conocer la literatura de un período (era el caso de la poesía del siglo XVII o del XVIII, por ejemplo).[cita requerida]

### Continuaciones de la BAE
En 1905 Marcelino Menéndez Pelayo quiso ampliar la colección con el título de Nueva Biblioteca de Autores Españoles (dirigida por Menéndez Pelayo hasta el vol. XX), Madrid: Bailly-Baillière, 1905-1918 (26 vols.). 
A partir de 1954 la continuó la Editorial Atlas hasta un número total de 305 volúmenes.